# Ljubezni tri in ena smrt
Ljubezni tri in ena smrt  je roman avtorja Evalda Flisarja, ki je leta 2002 izšel pri založbi Sodobnost International. Prvo poglavje romana je objavilo tudi več revij iz Rusije, Madžarske, Združenega kraljestva, Indije, Črne gore itd. Roman je bil leta 2003 nominiran za nagrado kresnik.

## Vsebina
Pripovedovalčev oče, na lastno željo upokojeni profesor zgodovine, z odpravnino kupi zase in za svojo družino hišico na podeželju, ki jim bo prinesla »svežino in zdravje«. Pripovedovalec je 17-letni fant s prebujajočo se spolno slo, ki se v novem okolju prepusti brezciljnemu potepanju, brezplodnemu razmišljanju o prihodnosti, najraje pa skrito zalezuje ostale člane in tako razkriva njihove skrivnosti. Družinsko »ravnovesje« poruši skrivnosto orodje iz lope; nihče točno ne ve, kaj dejansko je in čemu služi.
Družino preseneti prihod izgubljenega polstrica Švejka (po glavnem junaku avtorja Jaroslava Haška), ki slovi po neverjetni nerodnosti, njegov edini talent pa je dobrota. Konec poletja praznuje gasilsko društvo 70-letnico, ki se je kot slavnostni govornik celo sam Flisar (vasica je njegov rojstni kraj). Le-ta v pogovoru z vaščani izrazi 3 temeljne ljubezni: »do sebe, bližnjega in do Boga. Smrt pa je le ena sama. Če uresničimo vse tri ljubezni, bo smrt mogoče manj strašna. Zanesljivo pa bo manj strašno življenje.«
Skrivnostno orodje nato izgine iz lope, med iskanjem tega »peklenskega stroja« pa se na olajšanje gasilcev vname v gasilskem domu požar, na pogorišču katerega ostane samo skrivnostno orodje v malce drugačni obliki. Ko se družina vrne domov, najde na kavču mrtvo sestrično Elizabeto s prerezanimi žilami.